# 第一個教師
《第一個教師》（俄語：Первый учитель）是一部於1965年上映的劇情片。該片由安德烈·康查洛夫斯基執導。這是它首部長片作品，改編自钦吉斯·艾特玛托夫小說。

## 劇情
故事發生在1924年至1950年代初期吉尔吉斯苏维埃社会主义共和国庫庫雷村莊（現為吉尔吉斯斯坦）。
俄国内战結束沒多久。年輕的全联盟列宁主义青年共产主义联盟成員和前任苏联红军士兵游神來到鄉村成為老師。他的熱忱所帶出來的新想法立刻面臨了中亞百年歷史傳統的生活。前任士兵嘗試為這個遙遠的穆斯林地區提升讀寫能力，但村民並不讓女孩上學。他接著遇到15歲文盲少女阿爾蒂奈，她強烈渴望學習，但是她的阿姨賣她給有全力和有錢的酋长。學校接著被燒毀。電影結尾是承諾將當地人驕傲源泉的百年老樹來重建校園。

## 角色
- 博格·貝塞納利耶夫（英语：Bolot Beyshenaliyev） 飾 學校老師游神[3]
- 納塔利婭·阿瑞巴莎諾瓦 飾 阿爾蒂奈[4]
- 伊德里斯·諾加耶巴耶夫 飾 納馬甘貝特[5]
- 達庫爾·庫尤科娃 飾 科爾蒂奈[6]
- 基雷·扎金巴耶夫 飾 卡丁貝

## 獎項
- 威尼斯电影节最佳女演員獎和銀獅獎[1]
- 芬兰1973年尤西奖最佳外國導演[7]

## 外部鏈接
- 互联网电影数据库（IMDb）上《第一個教師》的资料（英文）
- 爛番茄上《第一個教師》的資料（英文）